# Captura de Mascate (1507)
La toma de Mascate ocurrió en 1507, cuando una armada portuguesa comandada por Afonso de Albuquerque atacó y conquistó la ciudad de Mascate, que estaba bajo el dominio de Ormuz.

## Antecedentes
En 1506, Albuquerque abandonó Lisboa y, junto con Tristão da Cunha, comandó la 8.ª Armada India Portuguesa. Llegaron al Océano Índico en 1507 y comenzaron a conquistar ciudades en toda la costa oriental de África. Luego se dirigieron a la isla de Socotra, que también fue conquistada. Con esto, Albuquerque se separó del resto de la armada con alrededor de 500 hombres y 6 barcos y se dirigió hacia la península Arábiga.
Los portugueses finalmente llegaron a la costa de Omán en el verano de 1507, pasando por la isla de Masirah, conquistando Qalhat y Quriyat usando una fuerza brutal, ni siquiera las mujeres y los niños se salvaron de las masacres. Las fuerzas de Albuquerque llegaron a Mascate poco después. Tras llegar allí, el comandante portugués clasificó a Mascate como el "principal centro comercial del Reino de Ormuz" y "una ciudad muy grande y poblada...". Aunque elogiaría enormemente a la ciudad, esto hizo poco para salvarla de la terrible violencia que estaba por venir.

## La conquista
Los soldados portugueses comenzaron el asalto antes del amanecer con dos grupos diferentes que atacaron los lados opuestos de la ciudad. Los defensores musulmanes lucharon valientemente pero fue en vano; los portugueses los expulsaron de la ciudad y continuaron persiguiéndolos, matando a la mayoría de ellos. Los barcos musulmanes locales prácticamente no tenían ninguna posibilidad de derrotar al armamento pesado portugués. Los ciudadanos de Mascate prometieron a Alfonso de Albuquerque diez mil xerafines de oro si no saqueaba la ciudad. Sin embargo, al no conseguir la suma, los portugueses prendieron fuego a toda la ciudad. Historias de esta brutalidad permanecen en la memoria de quienes enfrentaron la ira del poder de Albuquerque.

## Consecuencias
Después de permanecer en la ciudad durante ocho días, los portugueses partieron y se dirigieron a conquistar la ciudad de Sohar. Ormuz sería el siguiente objetivo, pero esta vez el comandante portugués no tendría tanto éxito, ya que se vio obligado a abandonar el ataque tras un motín en su ejército. Los portugueses gobernaron Mascate y otras ciudades costeras de Omán durante casi 150 años. 